# Borneacanthus mesargyreus
Borneacanthus mesargyreus là một loài thực vật có hoa trong họ Ô rô. Loài này được (Hallier f.) Bremek. mô tả khoa học đầu tiên năm 1960.